# 贝尼库利德克苏克尔
贝尼库利德克苏克尔，是西班牙巴伦西亚自治区巴伦西亚省的一个市镇。总面积4平方公里，总人口1018人（2001年），人口密度286人/平方公里。